# Marten Grupstra

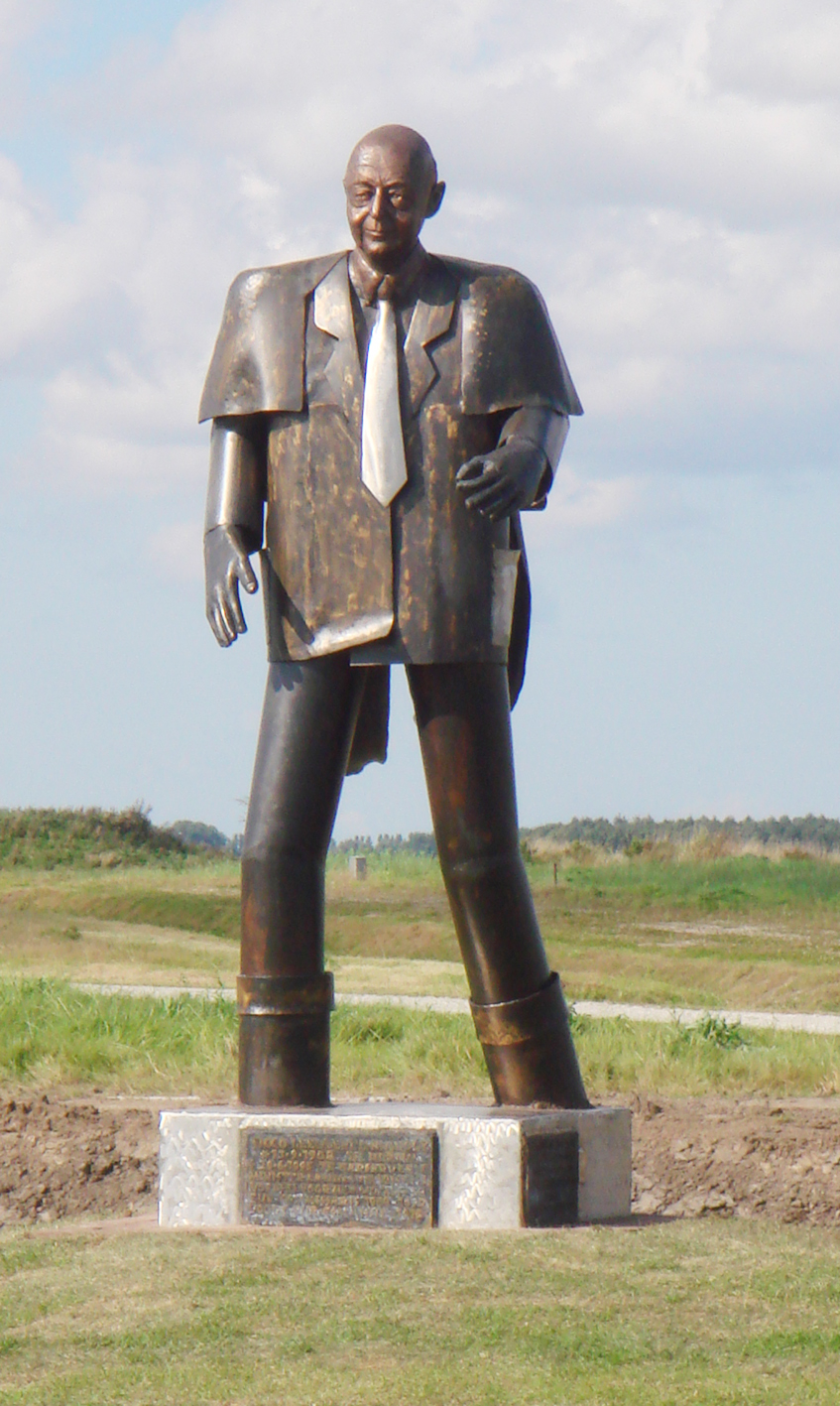
Sicco Mansholt in Blauwestad

Marten F. Grupstra (Winschoten, 27 januari 1945) is een Nederlands beeldhouwer, schrijver en dichter.

## Leven en werk
Grupstra werd opgeleid tot werktuigbouwkundig tekenaar en volgde daarnaast cursussen bij Academie Minerva in de stad Groningen. Hij maakt figuratieve beelden, voorbeelden daarvan zijn het standbeeld van Sicco Mansholt en borstbeelden van Ede Staal, Willem Duys, Simon van Wattum en prins Claus. Grupstra ontwierp in 2003 zijn eigen villa en sindsdien een klein dozijn andere villa's. Hij schrijft en dicht in het Gronings.
In 2015 werd hij benoemd tot lid in Orde van Oranje-Nassau.

## Enkele werken
- Koppen van popgroep Ro-d-Ys (2006), Oude Pekela
- kop Simon van Wattum (2007), bibliotheek Stadskanaal
- Sicco Mansholt (2008), Blauwestad en borstbeeld in EEG gebouw in Brussel..
- Scheuvelloper (2009), Scheemda. Gemaakt ter vervanging van een gestolen beeld van Phil Verdult uit 1987. Het beeld van Grupstra werd gestolen in 2019 en is vervangen door een nieuw beeld.[3]
- monument Bevrijding van de Pekela's 13 en 14 april 1945 (2010), Raadhuisplein, Oude Pekela
- kop Ede Staal in Mediacentrale te Groningen bij RTV Noord
- buste prins Claus in Paleis Noordeinde te Den Haag

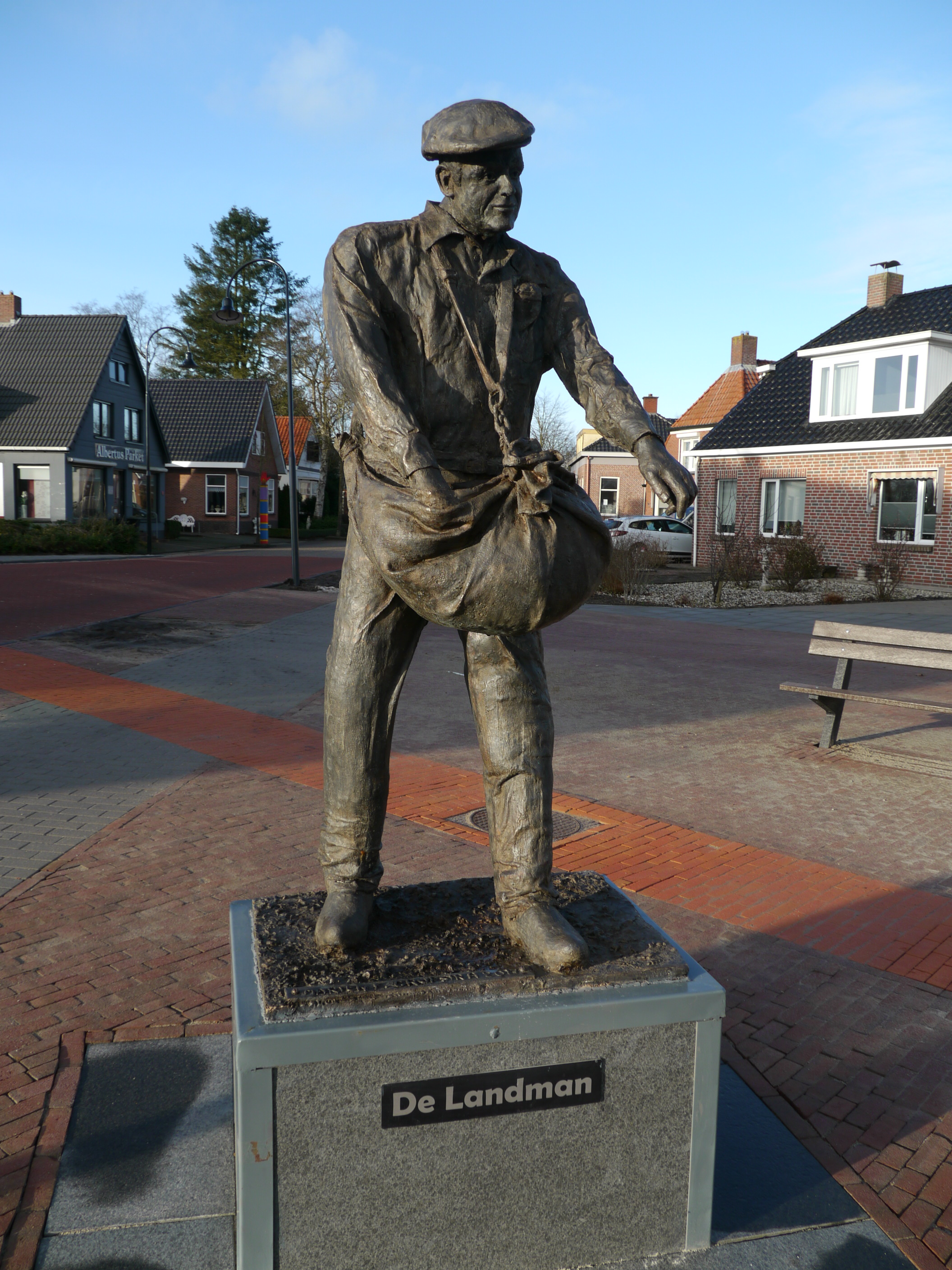

- 2017 standbeeld De Landman Blijham
- Borstbeeld van Willem Duys.

## Galerij

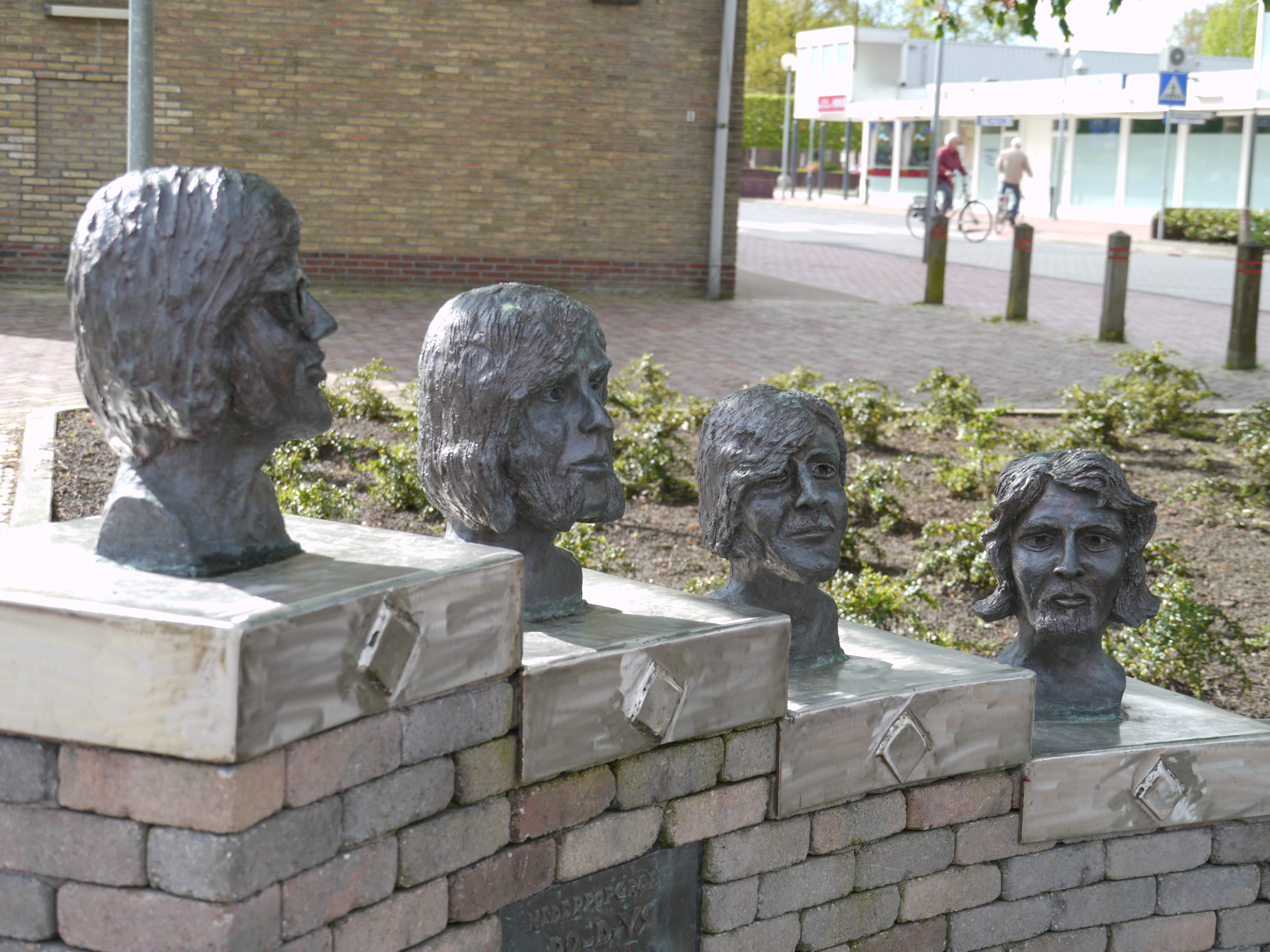
Popgroep The Ro-d-ys bestaande uit Berend Groen,Joop Hulsebos, Harrie Rijnbergen en Wiechert Kenter.
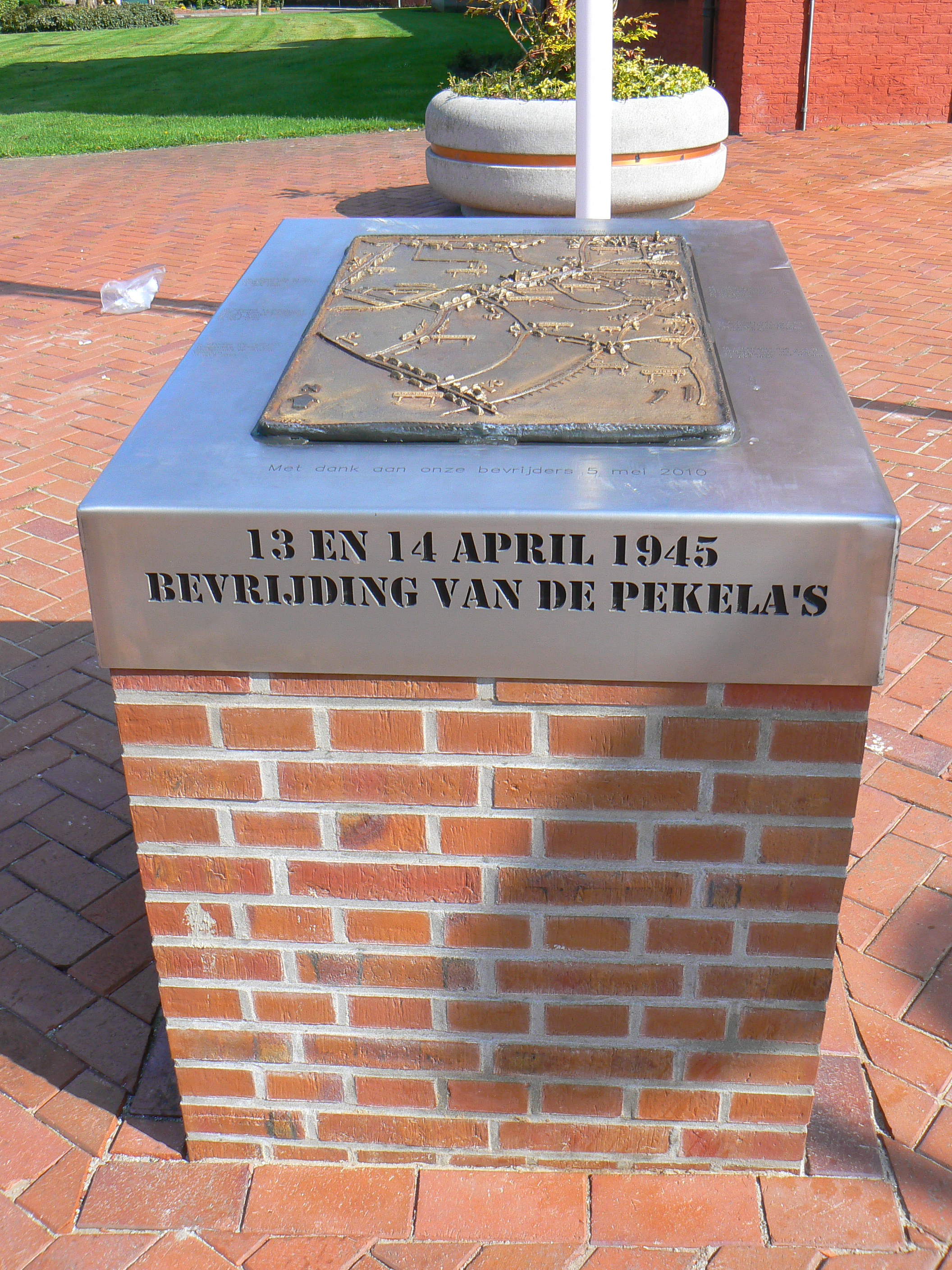
Bevrijding Pekela's 1945 te Oude Pekela
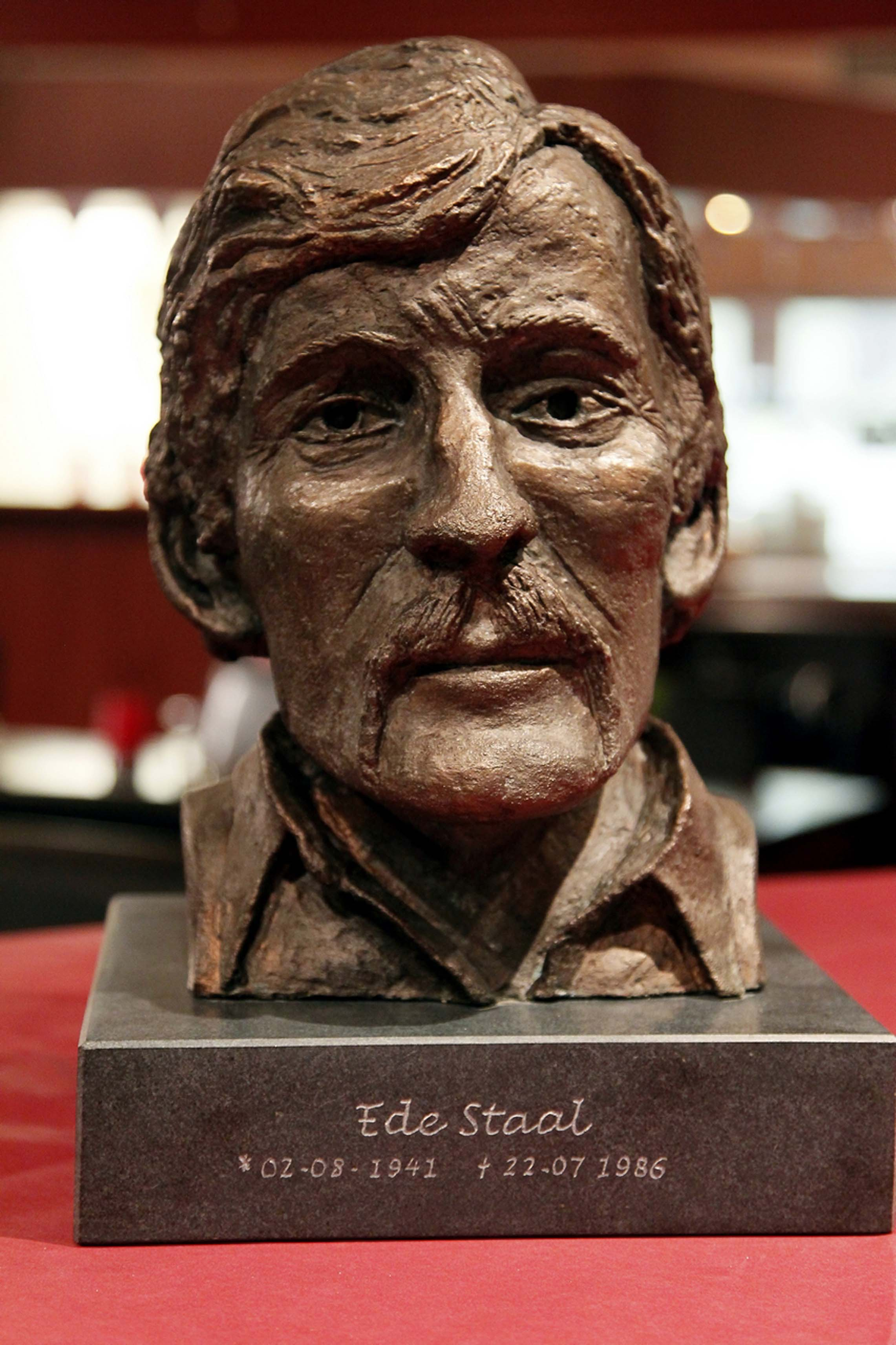
Ede Staal
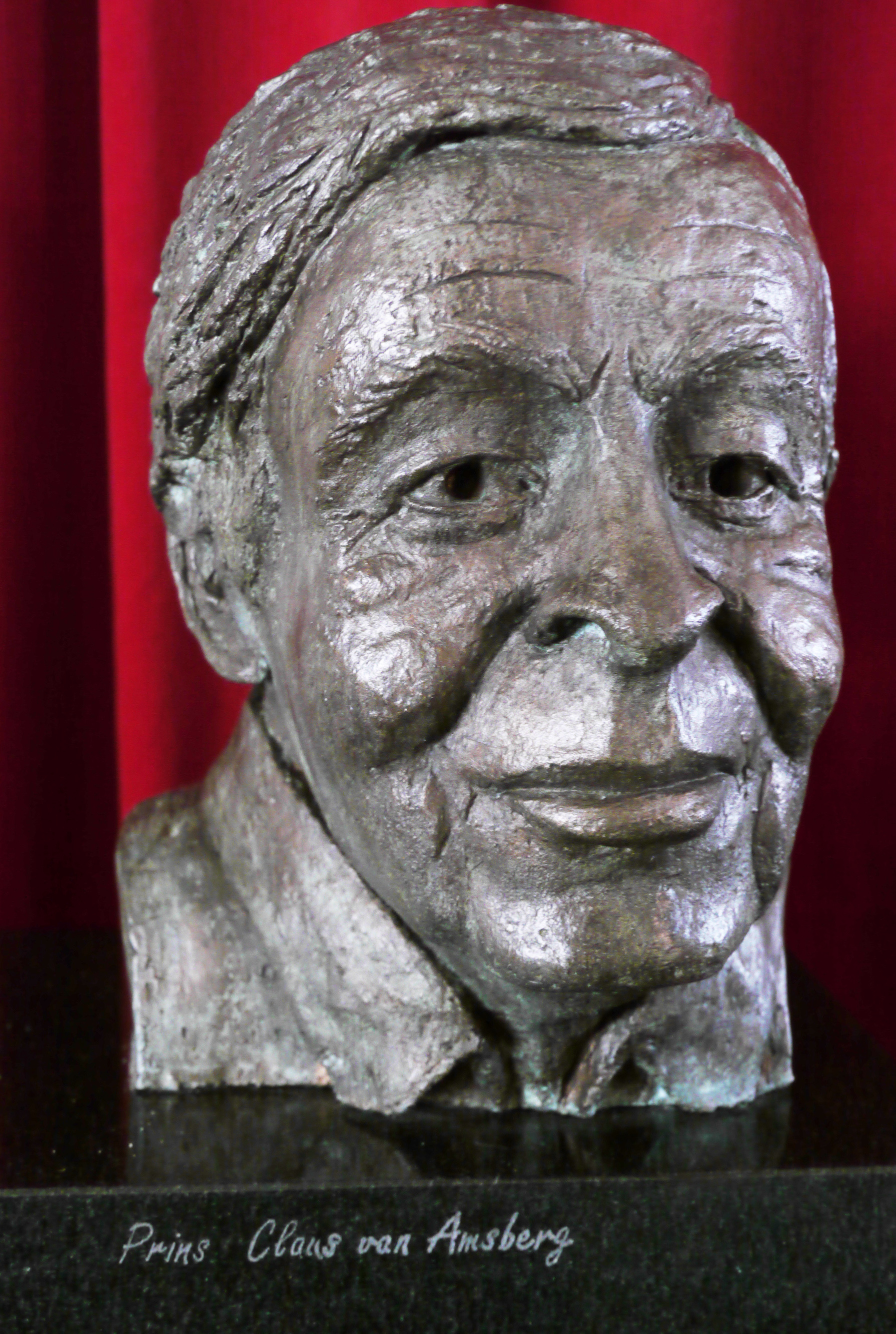
Prins Claus